# Dâsas
Dans les textes hindous anciens écris en sanskrit, les Dâsas sont des peuples de l’Inde ancienne, ennemis des conquérants Aryens et contre lesquels ceux-ci eurent à lutter pied a pied pendant des siècles. On suppose classiquement qu'ils s'agit des peuples dravidiens autochtones. Cette interprétation est aujourd'hui nuancée par certains (qui?) qui remarquent que des divinités majeures de l'hindouisme classique comme Shiva ou Vishnou sont originaires, selon eux, des cultures indigènes de l'Inde et d'une aristocratie dravidienne antérieure à l'arrivée des populations indo-aryennes issues de l'actuel Afghanistan (et dont une branche colonisa l'Iran actuel). Toutefois ces dieux supposés dravidiens autochtones sont totalement inconnus des Védas, et donc du védisme aryen, bien antérieur à l'hindouisme classique (qui, lui, en revanche est précisément un syncrétisme religieux mêlant divinités aryennes dravidiennes), ce qui corrobore finalement la thèse qui affirme que les Dâsas sont des Dravidiens. Quelques indianistes les identifient avec les Dasyous, être malfaisants et redoutables que le Rig-Veda (10.87.16-19) dépeint comme des démons ennemis des dieux, perpétrant des meurtres, vols et dévoreurs de chairs, mangeurs d'humains ou d'animaux, spécialement bovins.
Dans la littérature post-védique, le nom de dâsa prend un nouveau sens et devient synonyme d’« esclave ». Le terme paraît s'appliquer au Shoûdras et aux hors castes, mais lorsqu'un préfixe à dâsa porte le nom d'une divinité brahmanique, il s'agit d'un titre de dévot (bhakta) ou d'un nom porte-bonheur, comme celui de Mohandas Karamchand Gandhi.

## Liens
- Aryens
- Théorie de l'invasion aryenne